# Expériences de Kaufmann-Bucherer-Neumann

Calcul du ratio charge de l'électron - masse par Walter Kaufmann.

Les expériences de Kaufmann–Bucherer–Neumann (expériences KBN) sont des expériences de physique développées et réalisées par, notamment, Walter Kaufmann, Alfred Bucherer et Carl Neumann. Elles visaient à mesurer la dépendance de la masse inertielle d'un objet à sa vitesse. Elles sont les premiers tests de l'énergie et de la quantité de mouvement relativistes.
Ces expériences sont réalisées par plusieurs physiciens entre 1901 et 1915 afin de tester la relativité restreinte. Les premiers résultats contredisent cette dernière, alors que les versions subséquentes la confirment.
L'influence des expériences KBN sur la physique théorique de l'époque est encore discutée au XXIe siècle.

## Contexte historique
En 1896, Henri Becquerel découvre la radioactivité de plusieurs éléments chimiques. Par la suite, l'analyse de la radioactivité β de ces éléments révèle l'émission d'une particule chargée négativement. En 1897, Joseph John Thomson identifie cette particule comme étant un électron à l'aide d'expériences réalisées sur les rayons cathodiques. Ce résultat est lié aux prédictions théoriques de la masse électromagnétique (en) réalisées par Thomson en 1881.
En 1893, Thomson calcule que cette masse est liée à la vitesse de la charge et devient infiniment grande lorsque cette dernière atteint la vitesse de la lumière par rapport à l'éther luminifère. Ces calculs sont confirmés par George Frederick Charles Searle en 1897.
En 1899-1900, Hendrik Lorentz interprète cette dépendance comme une conséquence de sa théorie des électrons. À ce moment, les auteurs identifient la masse électromagnétique à une « masse apparente », par rapport à la masse newtonienne invariable nommée « masse réelle »,,,,.
Plus tard, la masse électromagnétique est reliée à la masse relativiste, qui inclut toutes les formes d'énergies et non seulement celles d'origine électromagnétique.

## Expériences de Kaufmann

### Premières expériences
Walter Kaufmann commence ses expériences avec un tube à rayons cathodiques. Il utilise une source de radium isolée dans un tube à vide.

### Sources primaires
1. ↑  (en) J. J. Thomson, « On the Electric and Magnetic Effects produced by the Motion of Electrified Bodies », Philosophical Magazine, 5e série, vol. 11, no 68,‎ 1881, p. 229–249
2. ↑  (en) G.F.C Searle, « On the Steady Motion of an Electrified Ellipsoid », Philosophical Magazine, 5e série, vol. 44, no 269,‎ 1897, p. 329–341
3. ↑  (en) H.A. Lorentz, « On the Apparent Mass of the Ions », Physikalische Zeitschrift, vol. 2, no 5,‎ 1900, p. 78–80

### Sources secondaires
1. ↑  Miller 1981, p. 45-47
2. ↑  Pais 1982, p. 155-159